# Buochs
Buochs är en ort och kommun i kantonen Nidwalden, Schweiz. Orten ligger vid sjön Vierwaldstättersee. I kommunen finns Buochs flygplats. Kommunen har 5 487 invånare (2023).